# 제주 대정여자고등학교 실습실
제주 대정여자고등학교 실습실(육군 98병원 병동)은 대한민국 제주특별자치도 서귀포시 대정여자고등학교에 있는 건축물이다. 2017년 4월 20일 대한민국의 국가등록문화재 제680호로 지정되었다.
한국전쟁 당시 제주도 육군 제1훈련소가 창설되면서 의무대와 후송병원을 겸해 건립된 제98육군병원의 유일하게 남아 있는 병동 건물로 역사적 의미와 가치를 지닌다.

## 개요
한국전쟁 당시 대규모 군사기지로 중요한 역할을 하였던 육군 제1훈련소가 1951년 제주도 모슬포에 창설됨에 따라 그 다음해인 1952년에 의무대와 후송병원을 겸해 현재의 위치에 주둔한 98육군병원의 병동으로 제1훈련소와 그 맥을 같이 한다고 볼 수 있다. 6.25 당시 50여개의 병동이 이어졌는데 1964년 3월 이곳에 대정여고가 개교하면서 병동 건물들은 차례차례 철거되고 현재 본 건물 한 채가 남아 있다. 의무대가 주둔했던 당시, 군인 뿐 아니라 제주도민과 피난민도 치료를 위하여 이용하였던 군 시설로, 내부는 변형되었으나 외부는 대체로 원형을 유지하고 있다.

## 같이 보기
- 대정여자고등학교
- 제1훈련소

## 참고 문헌
- 제주 대정여자고등학교 실습실 - 국가유산청 국가유산포털